# Maaninka
Maaninka est une ancienne municipalité du centre-est de la Finlande, dans la région de Savonie du Nord qui a été intégrée à Kuopio en 2015.

## Géographie
La municipalité est forestière et accidentée, au cœur d'une nature largement préservée. On peut y voir la plus haute chute d'eau de Finlande, plutôt un rapide, de 46 mètres de haut. Ce site de Korkeakoski (le rapide élevé en finnois) est un site touristique depuis le XIXe siècle, pendant lequel les artistes s'y succédèrent.
16 villages y sont éparpillés entre lacs et forêt. Maaninka est bordée par les communes suivantes : Kuopio au sud, Siilinjärvi au sud-est, Lapinlahti au nord-est, Iisalmi au nord, Pielavesi au nord-ouest, Tervo et Karttula au sud-ouest.

## Économie
L'industrie est pratiquement inexistante, l'exploitation du bois étant encore la principale richesse. Le taux de chômage reste structurellement supérieur à 15 %, mais la décroissance de la population n'a pas atteint les extrêmes de certaines autres communes. En 50 ans, Maaninka a quand même perdu 44 % de ses habitants (6 819 en 1957).

## Personnalités
Maaninka est notamment la commune de naissance et de résidence de Jari Räsänen, ancien skieur de fond médaillé à plusieurs reprises aux JO et aux championnats du monde.

## Galerie

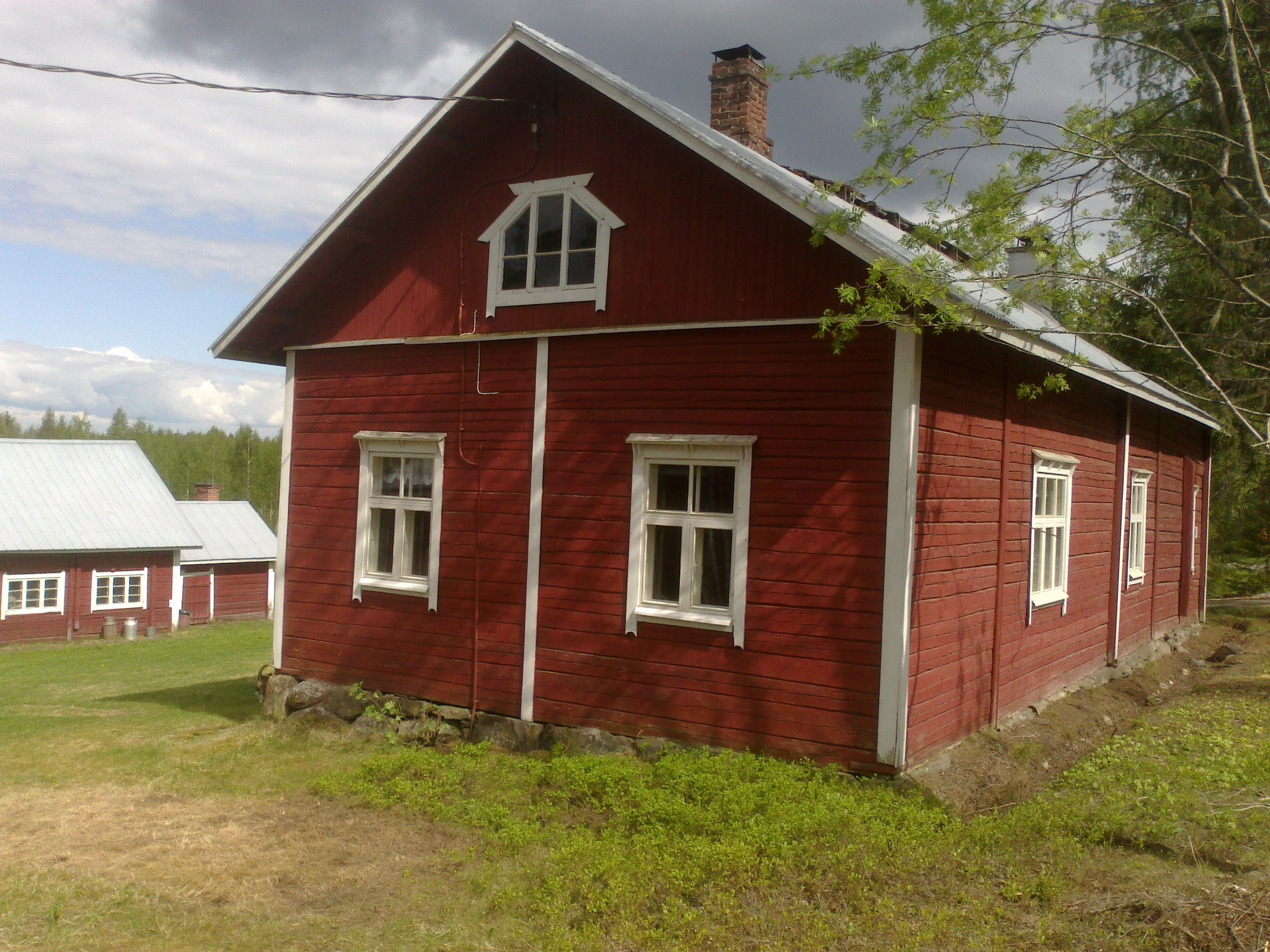
Musée Kalapuro.
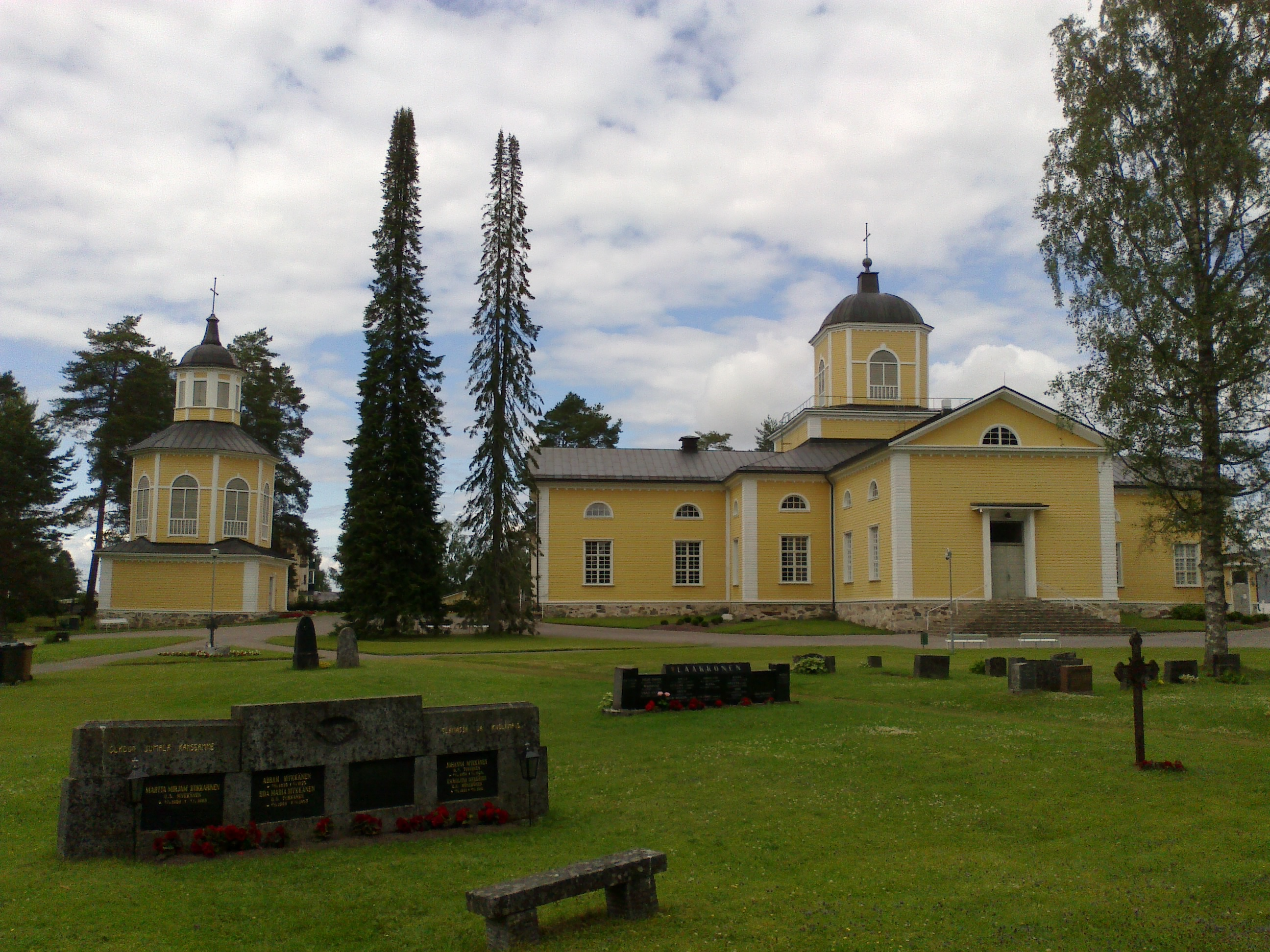
Église luthérienne de Maaninka.
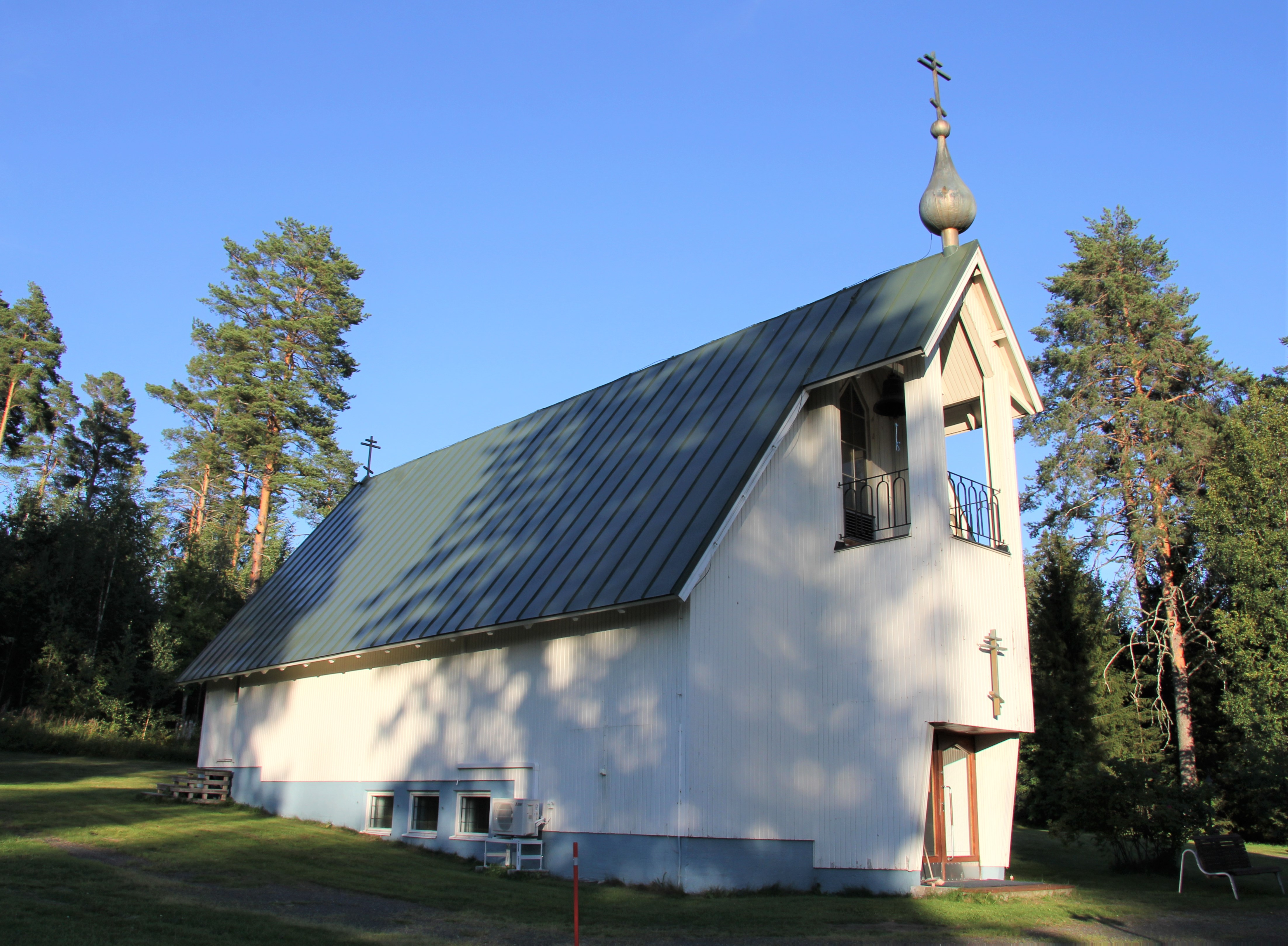
Église orthodoxe de Maaninka.
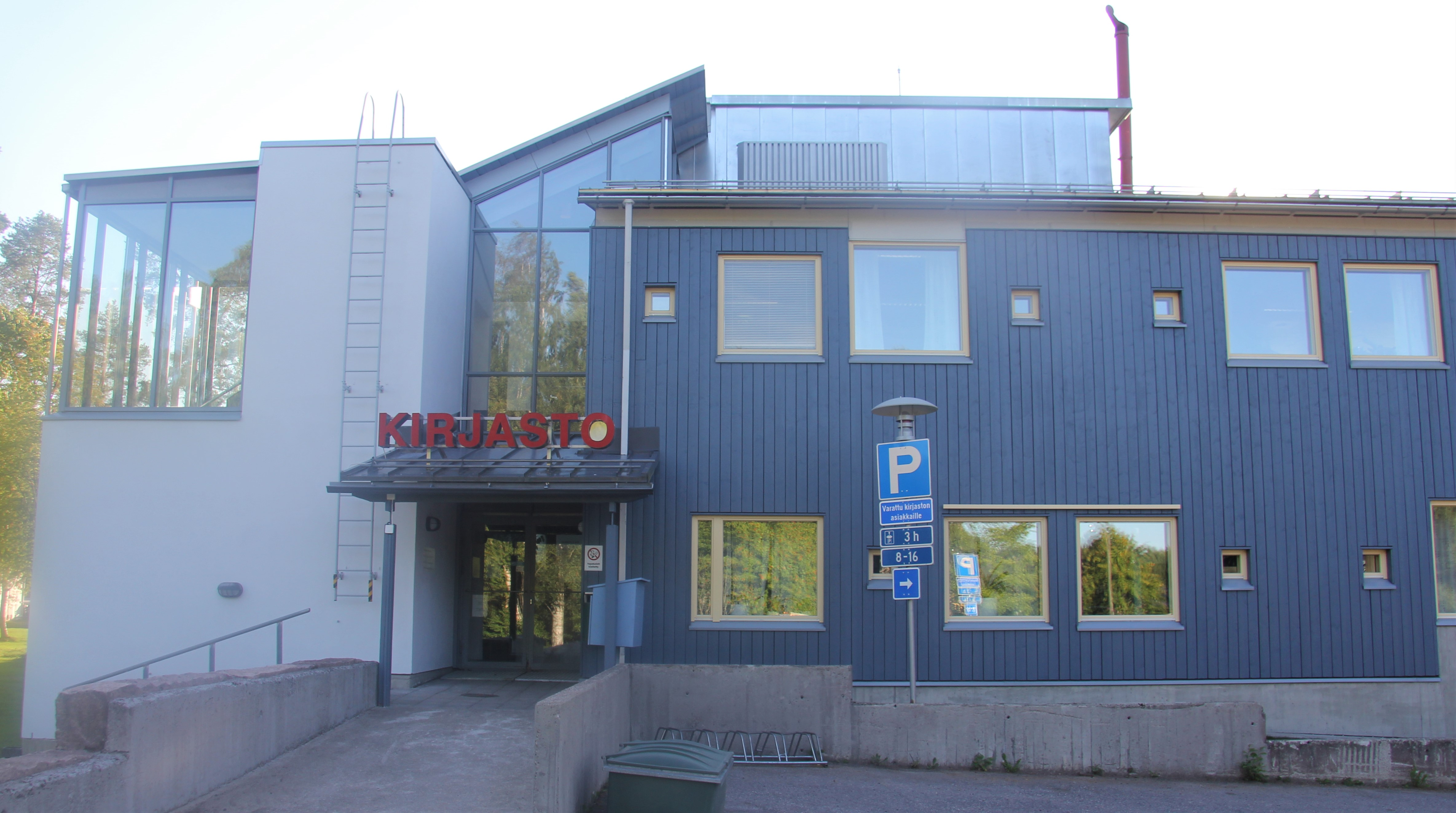
Bibliothèque de Maaninka.